# ブリッジス (小惑星)
ブリッジス (4029 Bridges) は、小惑星帯にある小惑星。キャロライン・シューメーカーがパロマー天文台で発見した。
月やその他の衛星、地球型惑星の地図を作成したパトリシア・ブリッジス (Patricia M. Bridges) に因んで名付けられた。
2006年4月11日から5月4日にかけて行われた光度曲線観測によって衛星が発見され、S/2006 (4029) 1という仮符号が付けられた。衛星の直径は推定 2 km で、15 km ほど離れた軌道を 16.31 ± 0.01 時間の周期で回っている。